# Melphidippella macer
Melphidippella macer är en kräftdjursart som först beskrevs av Norman 1869.  Melphidippella macer ingår i släktet Melphidippella och familjen Melphidippidae. Inga underarter finns listade i Catalogue of Life.